# Irmgard Griss
Irmgard Griss (de asemenea Irmgard Griss-Reiterer, n. 13 octombrie 1946 în Deutschlandsberg, Stiria) este un o avocată și judecătoare austriacă. A fost președinte al Curții Supreme a Austriei. S-a înregistrat în calitate de candidat independent la alegerile prezidențiale din Austria din 2016.

## Educație și carieră
Irmgard Griss a absolvit în 1965 academia de comerț din Graz, și a obținut în anul 1970 titlul de doctor în drept la Universitatea din Graz. Din 1971 până în 1975 a fost asistentă de cercetare la universitate și a terminat un Master în drept la Facultatea de Drept de la Harvard. Griss a profesat în 1978 ca avocată, fiind judecătoarea din 1979 până în 1987 în același oraș. Din 1987 până în 1992 a fost judecătoare la Curtea de Apel (Oberlandesgericht) din Viena și din 1993 judecătoare la Curtea Supremă din Austria. Ea a fost în perioada 2007-2011 președinta Curții Supreme.
Irmgard Griss a fost profesor invitat la Universitatea din Graz. Irmgard Griss este din 2008 judecătoare la Curtea Constituțională din Austria, desemnată de Consiliul Național.
Pe data de 17 decembrie 2015 Griss și-a anunțat intenția de a candida ca independentă la alegerile prezidențiale din Austria din 2016. După ce a declarat public că nu va accepta sprijin financiar din partea niciunui partid politic, și-a anunțat oficial candidatura pentru poziția de Președinte al Austriei și a menționat că ia în calcul sprijinul unui partid politic în viitor. A fost apoi invitată în două ocazii pentru a-și prezenta candidatura în cadrul unor întâlniri avute la sediul Partidului Libertății din Austria, respectiv la cel al NEOS. Ambele au refuzat să o susțină. FPÖ și-a desemnat propriul candidat, Norbert Hofer. NEOS a declarat că o vor sprijini pe Griss, dar și pe restul candidaților independenți, în mod indirect, și și-au exprimat îngrijorarea cu privire la politizarea partizană a poziției de președinte și a campaniei electorală. Președintele lui NEOS, Matthias Strolz, a declarat pe 9 februarie 2016 că NEOS l-ar putea sprijini și pe Alexander Van der Bellen, fostul purtător de cuvânt al Partidul Verde, exprimându-și preferința sa pentru un tur doi între Griss și Van der Bellen. Griss a primit aproape 19% din voturi în primul tur de scrutin al alegerilor prezidențiale.
Pe 8 iulie 2017 Griss a intrat într-o alianță electorală cu NEOS pentru alegerile legislative din 15 octombrie. Chiar dacă nu e membră de partid, ea a fost inclusă pe poziția a doua în lista de vot a NEOS. Acest lucru a fost aprobat cu o majoritate largă în rândul delegaților care au participat în cadrul unei întâlniri din Viena.

## Legături externe
- Site oficial